# Frédéric Bougeant

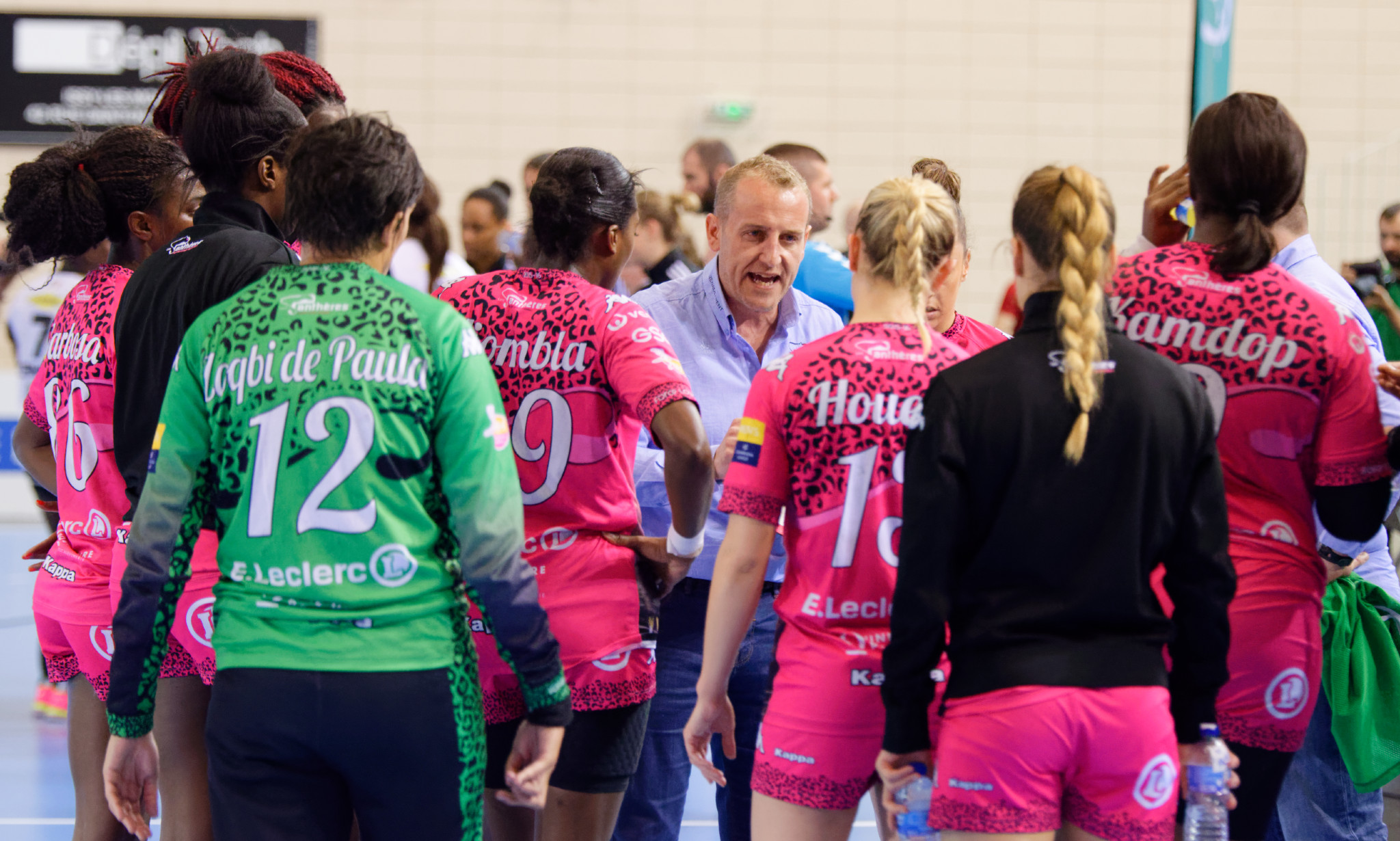
Frédéric Bougeant en 2016 au milieu de ses joueuses du CJF Fleury Loiret.

Frédéric Bougeant, né le 6 décembre 1974 au Havre, est un entraîneur français de handball.

## Biographie
Entraîneur du Havre à partir de 1999, il fait monter le club en première division en 2002 et l'installe durablement parmi l'élite française. En treize années à la tête du club, il remporte deux coupes de France et termine cinq fois vice-champion de France de 2006 à 2010. En 2012, il décide de quitter le club à la fin de la saison, avant de remporter un dernier trophée avec la coupe Challenge 2012.
Il rejoint alors Fleury Loiret pour trois saisons en remplacement de Christophe Maréchal, où il construit rapidement un effectif compétitif pour la victoire finale en championnat de France. Pour sa première saison, il s'incline en finale du championnat face à Metz. Dès la saison suivante, il remporte la coupe de France en battant Issy Paris en finale, le premier trophée du club de Fleury. En février 2015, Fleury fait respecter son rang de leader de la saison régulière en décrochant la coupe de la Ligue face à l'Union Mios Biganos-Bègles. À l'issue de la saison, il permet au club fleuryssois de remporter son premier titre de champion de France et d'attendre la finale de la coupe d'Europe des vainqueurs de Coupe.
En janvier 2016, il prend le poste de sélectionneur de l'équipe féminine du Sénégal. Il termine la saison avec Fleury mais une séparation à l’amiable entre Bougeant et Fleury est actée en avril 2016. Au championnat d'Afrique des nations en décembre 2016, il réalise l'exploit de conduire la sélection sénégalaise en finale de la compétition après avoir battu la Tunisie en demi-finale. Mais le lendemain, le Sénégal est disqualifié pour avoir fait jouer une joueuse non qualifiée selon les règlements de l’IHF puis la Confédération Africaine de Handball suspend la sélection pour quatre ans de toute compétition. Il retrouvera la sélection sénégalaise en début d'année 2018.
Le 20 décembre 2016, il est nommé à la tête de l'ambitieux club russe de Rostov-Don. Moins de six mois après son arrivée, Rostov réalise un parcours quasi parfait en coupe de l'EHF et remporte la compétition.
En novembre 2017, sa signature au Nantes Atlantique Handball à compter de l'été 2018 est annoncée
Néanmoins, les résultats sur le plan sportif ne sont pas atteints (6e place en championnat et élimination en coupe de l'EHF) et son coaching est remis en cause par les joueuses : il donne ainsi sa démission, le 6 novembre 2018, qui est acceptée par la direction du club.
Le 22 avril 2020, il s'engage pour une année (plus une autre en option) avec le club de la Jeunesse sportive de Cherbourg et entraîne ainsi pour la première fois une équipe masculine. Pour sa première saison, il permet au club de terminer à la 4e place de la saison régulière, synonyme de qualification pour la phase finale. Après avoir écarté Massy en barrages, le club est battu par Saran en demi-finale. Lors de la saison 2021-2022, Bougeant conduit l'équipe à la 2e place de la saison régulière. Vainqueur de Pontault-Combault en demi-finale, la JS est battue en finale par Sélestat qui obtient alors le second ticket d'accession en LNH.
Malgré quelques tensions, Bougeant est prolongé pour deux saisons juste avant le Final Four de Proligue. Pourtant, quinze jours plus tard, l'entraîneur et le club décident, « d’un commun accord », de mettre un terme à leur collaboration.
Sélectionneur des Sénégalaises jusqu'en juillet 2021, il est nommé à la tête des masculins en octobre 2021.
En novembre 2022, il succède à Semir Zuzo à la tête du Villeurbanne Handball Association mais le club est contraint de déclarer forfait général en Proligue à cause de problèmes économiques.
En janvier 2024, Bougeant rebondit une nouvelle fois en signant pour le club de l'AEK Athènes.

## Palmarès

### En équipe nationale
Championnats d'Afrique des nations féminin
- Disqualifié avant la finale au Championnat d'Afrique des nations 2016
- médaille d'argent au Championnat d'Afrique des nations 2018
- 5e place au Championnat d'Afrique des nations 2021

Championnats d'Afrique des nations masculin
- 11e place au Championnat d'Afrique des nations 2022

### En clubs
Compétitions internationales féminines
- Vainqueur de la Coupe de l'EHF (C3) en 2017 (avec Rostov-Don).
- Vainqueur de la Coupe Challenge (C4) en 2012 (avec Le Havre AC Handball).
- Finaliste de la Coupe des vainqueurs de coupe (C2) en 2015 (avec CJF Fleury Loiret).

Compétitions nationales féminines
- Champion de Russie en 2017 et 2018 (avec Rostov-Don).
- Champion de France en 2015 (avec CJF Fleury Loiret).
- Vainqueur de la Coupe de Russie en 2017 et 2018 (avec Rostov-Don).
- Vainqueur de la Coupe de France en 2006 et 2007 (avec Le Havre AC Handball) ; 2014 (avec CJF Fleury Loiret).
- Vainqueur de la Coupe de la Ligue en 2015 et 2016 (avec CJF Fleury Loiret).
- Vice-champion de France en 2006, 2007, 2008, 2009 et 2010 (avec Le Havre AC Handball) ; 2013 et 2016 (avec CJF Fleury Loiret).
- Champion de France de D2 en 2002 (avec Le Havre AC Handball).

Compétitions nationales masculines
- Finaliste du Championnat de France de D2 masculine en 2022